# Thierry Rey
Thierry Rey (Furnes, 1 de junho de 1959) é um ex-judoca francês, medalhista de ouro nos Jogos Olímpicos de Moscou na categoria0 até 60 kg.